# 黄额鸦雀
黄额鸦雀（学名：[Suthora fulvifrons] 错误：{{Lang}}：文本有斜体标记（帮助））为鸦雀科金色鸦雀属的鸟类。分布于尼泊尔、锡金、不丹以及中国大陆的自西藏、云南、北至陕西等地，常见于竹林间。该物种的模式产地在尼泊尔。

## 亚种
- 黄额鸦雀藏南亚种（学名：[Suthora fulvifrons albifacies] 错误：{{Lang}}：文本有斜体标记（帮助））。在中国大陆，分布于四川、云南等地。该物种的模式产地在云南西北部丽江山脉。[3]
- 黄额鸦雀西南亚种（学名：[Suthora fulvifrons chayulensis] 错误：{{Lang}}：文本有斜体标记（帮助））。在中国大陆，分布于西藏等地。该物种的模式产地在西藏南部隆子宗一带。[4]
- 黄额鸦雀秦岭亚种（学名：[Suthora fulvifrons cyanophrys] 错误：{{Lang}}：文本有斜体标记（帮助））。在中国大陆，分布于甘肃?、陕西、四川等地。该物种的模式产地在陕西西南部秦岭山脉。[5]